# Hemiscyllium michaeli
Hemiscyllium michaeli es una especie de elasmobranquio orectolobiforme de la familia Hemiscylliidae.